# تشارلز شابمان غرافتون
تشارلز شابمان غرافتون (بالإنجليزية: Charles Chapman Grafton)‏ هو كاهن أنجليكاني وقسيس أمريكي، ولد في 12 أبريل 1830 في بوسطن في الولايات المتحدة، وتوفي في 30 أغسطس 1912 في فوند دو لاك في الولايات المتحدة.

## النشأة والتعليم
ولد في 12 نيسان عام 1830 في بوسطن، ماساتشوستس، أصبح مناصراً قوياً لحركة أكسفورد وهي حركة تابعة للكنيسة الإنجيلية العليا والتي قادت لظهور الكنيسة الأنجلو كاثوليكية في الكنيسة الأسقفية.
وهو خريج أكاديمية فيليبس في أندوفر في عام 1846، كما تخرج غرافتون من جامعة هارفارد بشهادة في الحقوق في عام 1853، لكنه وجد نفسه ينجرف نحو الرسامة الكهنوتية، فدرس علم اللاهوت تحت إشراف وليم ويتنغهام وهو أسقف ميرلاند، وعُيّن شماساً في 23 كانون الأول عام 1855.

## الكهنوت
بدأ غرافتون طريقه في الكهنوت بصفة مساعد في ريسترستاون في ميرلاند. وقد عُيّن كاهناً في 30 أيار في عام 1858. بعد ذلك أصبح قسيساً في كنيسة القديس بولس الأسقفية في بالتيمور وقسيساً للشماسين في أبرشية الأسقفية في ميرلاند.
ذهب غرافتون إلى بريطانيا في نهاية الحرب الأهلية. شارك في تأسيس جمعية القديس يوحنا الإنجيلي (SSJE) جنباً إلى جنب مع ريتشارد ميو بينسون وسيمون ويلبرفورس أونيل، والتي عرفت أيضاً باسم آباء كولي.
عاد غرافتون إلى الولايات المتحدة، وأصبح الكاهن الرابع لكنيسة العودة في بوسطن. أدى نزاع قضائي حول زعيم غرافتون الديني في الخارج إلى انسحابه من SSJE. ساعد غرافتون أيضاً في تأسيس المجمع الأمريكي للقديس بنديكت، كما أسس تجمع المهد المقدس للأخوات بجانب الأم روث مارغريت.

## الأسقفية
تم تكريس غرافتون أسقفًا في 15 كانون الأول من عام 1888 في كاتدرائية كنيسة القديس بولس الرسول فوند دو لاك في ويسكونسن من قِبل وليام إي مكلارين أسقف شيكاغو وألكساندر بورغيس أسقف كوينسي وجورج ف. سيمور أسقف سبرينغفيلد. قاد غرافتون توسّعاً كبيراً في أبرشية الأسقفية في فوند دو لاك خلال عمله أسقفاُ هناك، وقد غطى الكثير من المدفوعات بمساهمات من ماله الخاص ومساهمات من العديد من أصدقائه الأثرياء في الشرق. كما ترك وراءه إرثاً من الأعمال المطبوعة والخطب والمقالات.
أصبح غرافتون رئيس المكرسين في عام 1900 في ريغنالد هربر ويلر بصفته أسقفاً مساعداً في فوند دو لاك. كان القداس خلال التكريس مثيراً للجدل. فقد كان الأسقف الأرثوذكسي الروسي في ألاسكا القديس تيخون حاضراً وكذلك أنتوني كوزلوفسكي من الكنيسة الكاثوليكية الوطنية البولندية. أُخذت صورة لغرافتون مع هؤلاء الأساقفة وهم يرتدون عباءات وقلنسوات وهو شيء لم يكن مقبولًا في الكنيسة الأسقفية في ذلك الوقت. وقد أصبحت الصورة معروفة باسم «سيرك فوند دو لاك».

## التبجيل
كُرم غرافتون بيوم عيد على التقويم الشعائري للكنيسة الأسقفية (الولايات المتحدة الأمريكية) وهو يوم الثلاثين من آب.